# قاآن تایلا
کان تایلا (به انگلیسی: Kaan Tayla) (زادهٔ ۱۷ فوریهٔ ۱۹۸۶) شناگر اهل ترکیه است.